# St. Marien (Gramzow)

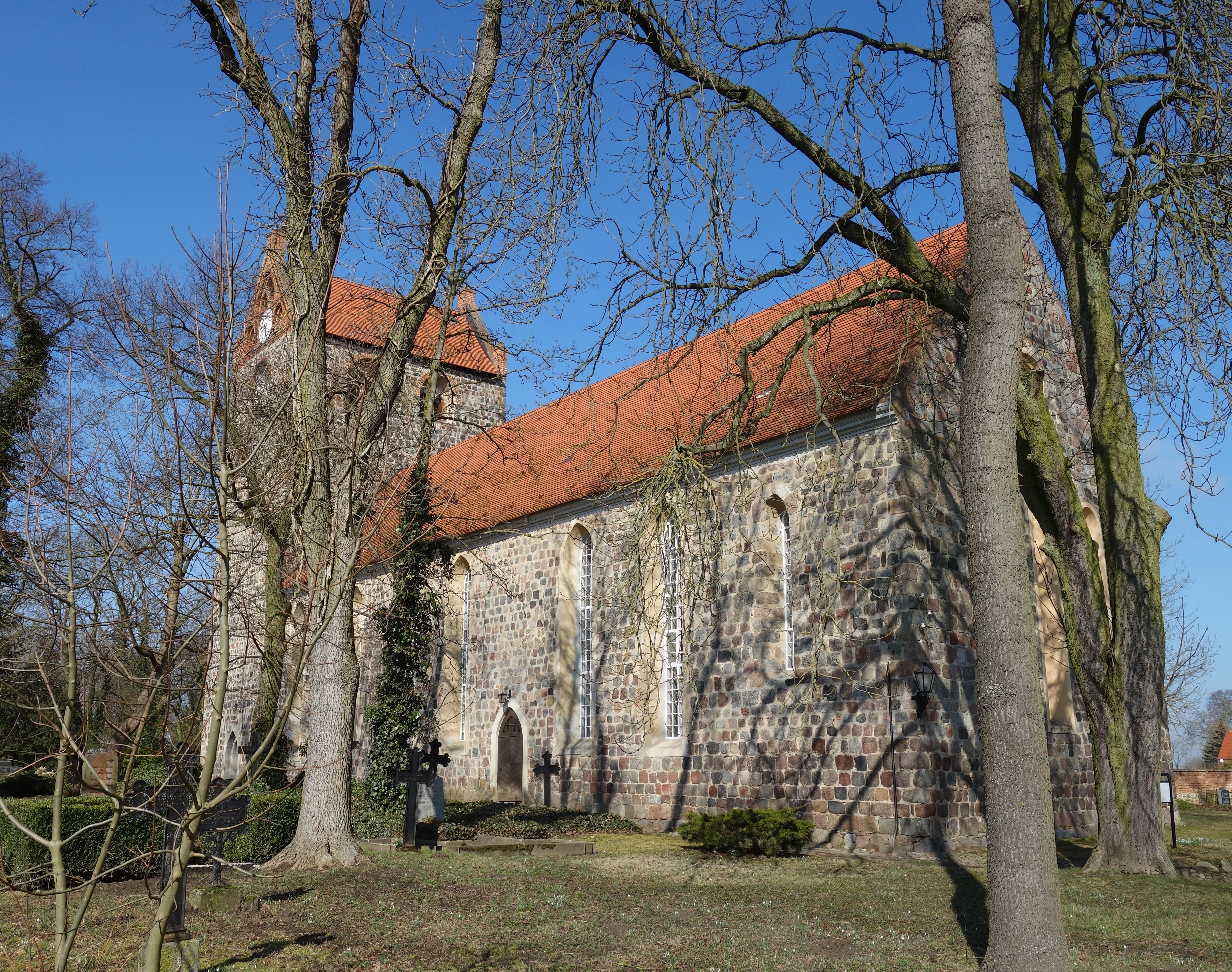
Marienkirche Gramzow (Uckermark)

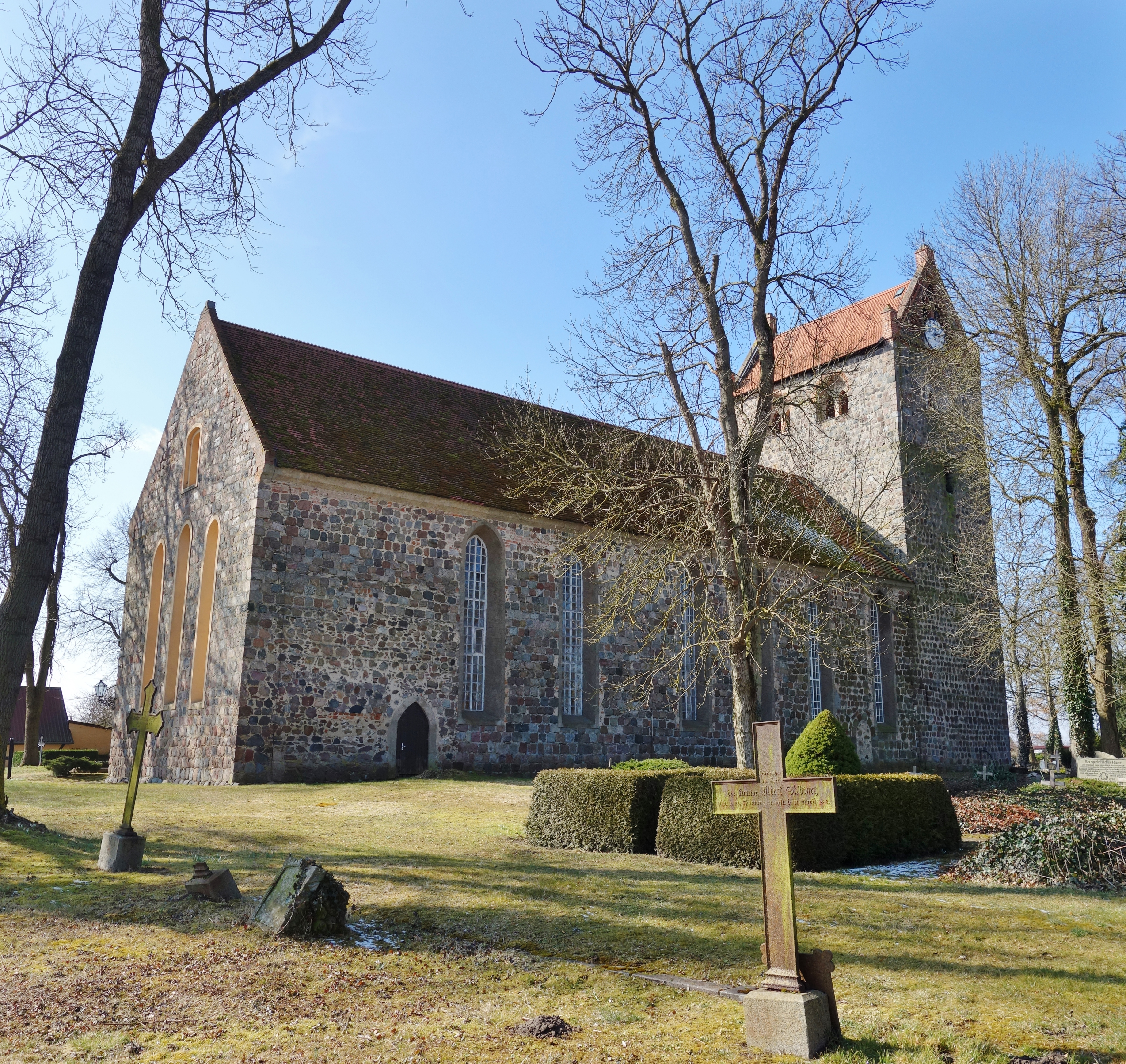
Nordostansicht

Die evangelische Kirche St. Marien ist eine frühgotische Saalkirche in Gramzow im Landkreis Uckermark in Brandenburg. Sie gehört zur Kirchengemeinde Gramzow im Kirchenkreis Uckermark der Evangelischen Kirche Berlin-Brandenburg-schlesische Oberlausitz. In unmittelbarer Nähe befindet sich die Ruine der ehemaligen Klosterkirche Gramzow.

## Geschichte und Architektur
Die Kirche ist eine stattliche langgestreckte Saalkirche aus Feldsteinmauerwerk mit hohem Westquerturm aus der zweiten Hälfte des 13. Jahrhunderts, das Turmoberteil stammt vermutlich aus dem 14. Jahrhundert. Nach Zerstörung im Dreißigjährigen Krieg wurde die Kirche im Jahr 1686 wiederhergestellt; in den Jahren 1969/1970 erfolgte eine Restaurierung. Eine Eindeckung der Dächer von Turm und Schiff erfolgte in den 1990er Jahren.
Das Bauwerk wird durch drei Südportale und ehemals durch ein vermauertes Nordportal erschlossen; die Fenster wurden spitzbogig vergrößert, in der Ostwand ist eine Dreifenstergruppe angeordnet. Auf der Südseite des Turms befindet sich ein gestuftes Portal; im Turmobergeschoss sind breite Öffnungen mit Backsteinabschluss und einfachem Maßwerk angeordnet; das Satteldach liegt zwischen Backsteingiebeln mit umlaufendem Zahnfries und je drei gestuften Spitzbogenöffnungen, von denen die große mittlere wiederum mit Maßwerk versehen ist. Innen wird die Turmhalle durch ein Kreuzrippengewölbe aus Backstein zwischen schmalen seitlichen Tonnen aus dem 19. Jahrhundert abgeschlossen, im Obergeschoss sind spitzbogige Schildwände von einem ursprünglichen Kreuzgewölbe erhalten; die Spitzbogenöffnung zum Schiff ist vermauert. Im Schiff befinden sich eine erneuerte Balkendecke und eine Hufeisenempore von 1686, die Brüstungsmalereien und ein Teil der Ausstattung stammen von 1937–1941.

## Ausstattung
Der einfache hölzerne Altaraufsatz mit kannelierten Pilastern und die halbrunde Kanzel wurden um 1830 geschaffen und gehörten ursprünglich als Kanzelaltar zusammen. 
Die älteste Glocke stammt aus dem Jahr 1379 und war eine Schenkung der Mönche des Klosters Gramzow. Sie ist nach der Glocke der Kirche in Tornow die zweitälteste Glocke der Uckermark. Eine weitere Glocke wurde im 15. Jahrhundert gegossen.
Die Taufe stammt vom Anfang des 18. Jahrhunderts. Ein silberner Kelch wurde am Anfang des 19. Jahrhunderts geschaffen, eine Schale aus Messing datiert aus dem 18. Jahrhundert, ebenso ein Kronleuchter aus Messing,
Die Orgel mit zweiteiligem Orgelprospekt ist ein Werk von Alexander Schuke aus den Jahren 1937–1941 mit 20 Registern auf zwei Manualen und Pedal, das 1993 durch die gleiche Firma restauriert wurde.